# Château de Marsillargues
Le château de Marsillargues ou château Guillaume de Nogaret est un édifice situé sur la commune de Marsillargues, dans le département français de l'Hérault et la région Occitanie.

## Historique
Le château de Marsillargues est classé au titre des monuments historiques par arrêté du 20 octobre 1995,.
Le château fut fondé en 1305 par Guillaume de Nogaret, qui obtint les seigneuries de Marsillargues ; Calvisson, Congénies, Aujargues, Manduel, Beauvoisin, Générac, Vergèze, entre autres, en récompense de ses services rendus au roi Philippe IV le Bel. Du château féodal, il ne subsiste qu’une partie du sous-sol, les grandes cuisines et le donjon avec sa tourelle carrée.

### Aile nord
Vers 1560, Jean de Louet de Calvisson entreprit la construction d’un nouveau château à l’emplacement de celui de son ancêtre. L’aile nord est alors entièrement refaite : façade et escalier intérieur à mur noyau. Cette façade est d’une grande modernité avec son étage surélevé compris entre un soubassement taluté et un étage-attique aveugle coiffé d’un toit plat. Elle est rythmée par des ouvertures et des trumeaux surmontés de frontons alternativement curvilignes et triangulaires. Mais la rigueur de la mise en œuvre contraste avec la totale irrégularité de la façade. L’ensemble présente une décoration très riche et un goût pour le détail prononcé. Ainsi, alors que les trumeaux sont ornés de cartouches, volutes, bucrânes… Les douze bas-reliefs de l’attique sont sculptés de guirlandes de fruits retenues par des mascarons en mufles de lion, des têtes joufflues ou visages barbus, palmes, bucrânes… De nombreux trophées d’armes célèbrent les exploits militaires de son propriétaire, tandis que différents emblèmes rendent hommage au pouvoir royal : porc-épic de Louis XII ; salamandre de François Ier et lune et monogramme de Diane de Poitiers. Cette représentation est une manifestation évidente du loyalisme de la famille envers la dynastie régnante et permet de dater la façade de 1560 environ. Cette façade est une des plus belles réalisations méridionales de la Renaissance et est à rapprocher de celle du château ducal d’Uzès : l’auteur semble le même mais il reste encore à identifier. En 1679, Jean-Louis II de Louet de Murat de Nogaret, marquis de Calvisson, entreprend la reconstruction d’une partie de l’aile nord avec son grand escalier suspendu ainsi que le portail d’entrée en demi-lune. Au XVIIIe siècle, les gypseries des salles d’apparat sont refaites à la demande de Anne-Joseph de Louet.

### Aile Sud
L’aile sud est construite en 1679 à la demande de Jean-Louis II de Louet de Murat de Nogaret, lieutenant général du roi en Languedoc, président des États et marquis de Calvisson : Ponce Alexis de La Feuille, sieur de Merville, ingénieur royal ; Gabriel Dardaillon et Jacques Cubizol, architectes nîmois et Philippe Mauric, sculpteur, entreprennent les travaux. Abritant les écuries, ce bâtiment est agrémenté d’une façade quasiment identique à celle de l’aile nord. Les représentations se font néanmoins plus guerrières et les emblèmes de Louis XIV prolifèrent. Le détail décoratif est conforme aux goûts alors en vogue dans les années 1670.

### Orangerie
L’orangerie est construite en 1767 par Anne-Joseph de Louet de Murat de Nogaret afin de fermer l’ensemble constitué par les ailes nord et sud. Un vaste parc se développait alors dans le prolongement de la cour d’honneur. Il était ponctué de bassins circulaires, point d’intersection d’allées se recoupant en étoiles et en angles droits. L’orangerie a été réhabilitée en bibliothèque municipale.
Sur un autre registre, on notera que la cloche de l'église de Congénies (Gard) a été parrainée en 1759 par Anne Joseph qui en était aussi le seigneur de ce lieu comme le mentionne la dédicace qu'elle comporte. Il s'agirait là de la seule cloche encore existante en Languedoc mentionnant le patronyme de cette illustre lignée, d'où son intérêt historique. (Il a d'ailleurs été proposé, en 2012, de la classer au titre des MH dans la section objets).
Dans la nuit du 19 au 20 mai 1936, un incendie catastrophique se déclare dans l’enfilade de salles jouxtant la galerie Louis XVI qui est alors totalement détruite, ainsi que l’étage supérieur (bibliothèque) et l’escalier d’honneur. Seule la façade Renaissance reste debout… La mairie de Marsillargues rachète le château en 1948 à la famille de Saizieu.

## Personnalités liées
- Le fils du député aux États généraux de 1789, Charles-Joseph de Cadolle (marquis de Durfort), Charles-Jean-Joseph de Cadolle, né le 8 mars 1807, au château. Il décède le 30 juillet 1828 au château du Bosc sur la commune de Mudaison (Hérault)[3].

## Sources et références
Source
- Cet article est partiellement ou en totalité issu de l'article intitulé « Marsillargues » (voir la liste des auteurs).

Références
1. 1 2  Michel Rebut-Sarda, « Arrêté no MH.95-IMM.171 pour le domaine du château de Marsillargues » [PDF], sur Ministère de la Culture, 20 octobre 1995 (consulté le 1er juin 2021), p. 1 /10.
2. ↑  « Château de Marsillargues », notice no PA00103500, sur la plateforme ouverte du patrimoine, base Mérimée, ministère français de la Culture.
3. ↑  Ludovic de Magny (1826-1914) (dir.), Nobiliaire universel de France : recueil général des généalogies historiques des maisons nobles de l'Europe, vol. XXV, Paris, Direction des archives de la noblesse, 1907, 298 p., in-8° (BNF 32823891, SUDOC 186015240, présentation en ligne, lire en ligne), p. 84.